# Mejor quinteto de la Liga de Campeones de baloncesto
El Mejor quinteto de la Liga de Campeones de baloncesto es el premio anual otorgado a los jugadores más destacados durante la temporada completa de la Basketball Champions League (BCL). La Basketball Champions League es la liga de baloncesto de clubes profesionales masculinos de tercer nivel en Europa. El premio lo otorga la FIBA. El premio existe desde la temporada inaugural 2016-17. Optan al premio jugadores cuya edad no supere los 22 años.

## Criterios de votación
El Mejor quinteto de la Liga de Campeones de baloncesto se elige mediante una votación de los aficionados en línea, una votación de los periodistas y representantes de los medios y una votación de todos los entrenadores de todos los equipos en cada temporada de la liga. Los aficionados, los medios de comunicación y los entrenadores de la liga obtienen cada uno un tercio de la distribución de los votos.

## Mejor quinteto por temporada
| Jugador (X) | Denota el número de veces que el jugador ha sido incluido en el primer o segundo equipo. |
| Negrita     | Denota jugador ganador del MVP de la Liga de Campeones de baloncesto.                    |

| Temporada | Primer equipo          | Primer equipo               | Segundo equipo         | Segundo equipo              | Ref.  |
| Temporada | Jugadores              | Equipos                     | Jugadores              | Equipos                     | Ref.  |
| --------- | ---------------------- | --------------------------- | ---------------------- | --------------------------- | ----- |
| 2016–17   | Jordan Theodore        | Banvit                      | Will Hatcher           | Partizan                    | [ 1 ] |
| 2016–17   | Zack Wright            | Monaco                      | Chris Kramer           | Oldenburg                   | [ 1 ] |
| 2016–17   | Melvin Ejim            | Reyer Venezia               | Gediminas Orelik       | Banvit                      | [ 1 ] |
| 2016–17   | Aaron Doornekamp       | Iberostar Tenerife          | Dušan Šakota           | AEK Athens                  | [ 1 ] |
| 2016–17   | Georgios Bogris        | Canarias                    | Vladimir Štimac        | Beşiktaş                    | [ 1 ] |
| 2017–18   | Manny Harris           | AEK Athens                  | Gabe York              | Bayreuth                    | [ 2 ] |
| 2017–18   | D. J. Kennedy          | Karşıyaka                   | Kendrick Ray           | Nymburk                     | [ 2 ] |
| 2017–18   | Ovie Soko              | UCAM Murcia                 | Christopher Evans      | Monaco                      | [ 2 ] |
| 2017–18   | Louis Labeyrie         | SIG Strasbourg              | Dušan Šakota (2)       | AEK Athens                  | [ 2 ] |
| 2017–18   | Elmedin Kikanović      | Monaco                      | Gašper Vidmar          | Banvit                      | [ 2 ] |
| 2018–19   | Tyrese Rice            | Bamberg                     | Paris Lee              | Antwerp Giants              | [ 3 ] |
| 2018–19   | Kevin Punter           | Virtus Bologna              | James Feldeine         | Hapoel Jerusalem            | [ 3 ] |
| 2018–19   | Tim Abromaitis         | Canarias                    | Ovie Soko              | UCAM Murcia                 | [ 3 ] |
| 2018–19   | Vince Hunter           | AEK Athens                  | Amath M'Baye           | Virtus Bologna              | [ 3 ] |
| 2018–19   | Ismaël Bako            | Telenet Giants Antwerp      | Colton Iverson         | Canarias                    | [ 3 ] |
| 2019–20   | Marcelinho Huertas     | Canarias                    | Dylan Ennis            | Zaragoza                    | [ 4 ] |
| 2019–20   | Keith Langford         | AEK Athens                  | Vítor Benite           | Burgos                      | [ 4 ] |
| 2019–20   | Vojtěch Hruban         | Nymburk                     | Dyshawn Pierre         | Dinamo Sassari              | [ 4 ] |
| 2019–20   | TaShawn Thomas         | Hapoel Jerusalem            | Kyle Wiltjer           | Türk Telekom                | [ 4 ] |
| 2019–20   | Giorgi Shermadini      | Canarias                    | Moustapha Fall         | Türk Telekom                | [ 4 ] |
| 2020–21   | C.J. Harris            | Hapoel Holon                | Dylan Ennis (2)        | Zaragoza                    | [ 5 ] |
| 2020–21   | Kasey Shepherd         | Nizhny Novgorod             | Darius Thompson        | New Basket Brindisi         | [ 5 ] |
| 2020–21   | Bonzie Colson          | SIG Strasbourg              | Jasiel Rivero          | San Pablo Burgos            | [ 5 ] |
| 2020–21   | Raymar Morgan          | Karşıyaka                   | Omar Prewitt           | Nymburk                     | [ 5 ] |
| 2020–21   | Giorgi Shermadini (2)  | Canarias                    | Michale Kyser          | VEF Rīga                    | [ 5 ] |
| 2021–22   | Joe Ragland            | Hapoel U-NET Holon          | Marcelinho Huertas (2) | Lenovo Tenerife             | [ 6 ] |
| 2021–22   | Jonah Radebaugh        | MHP RIESEN Ludwigsburg      | Joe Thomasson          | Baxi Manresa                | [ 6 ] |
| 2021–22   | Chima Moneke           | Baxi Manresa                | DeVaughn Akoon-Purcell | Galatasaray Nef             | [ 6 ] |
| 2021–22   | Chris Johnson          | Hapoel U-NET Holon          | Elijah Stewart         | U-BT Cluj-Napoca            | [ 6 ] |
| 2021–22   | Giorgi Shermadini (3)  | Lenovo Tenerife             | Ivan Buva              | Rytas Vilnius               | [ 6 ] |
| 2022–23   | Marcelinho Huertas (3) | Lenovo Tenerife             | Marcus Foster          | Rytas Vilnius               | [ 7 ] |
| 2022–23   | T. J. Shorts           | Telekom Baskets Bonn        | Kendrick Perry         | Unicaja                     | [ 7 ] |
| 2022–23   | Darío Brizuela         | Unicaja                     | DeAndre Lansdowne      | SIG Strasbourg              | [ 7 ] |
| 2022–23   | Akil Mitchell          | AEK Athens                  | Levi Randolph          | Hapoel Bank Yahav Jerusalem | [ 7 ] |
| 2022–23   | Zach Hankins           | Hapoel Bank Yahav Jerusalem | Giorgi Shermadini (4)  | Lenovo Tenerife             | [ 7 ] |
| 2023–24   | Joe Ragland (2)        | Peristeri                   | Dylan Ennis (3)        | UCAM Murcia                 | [ 8 ] |
| 2023–24   | Marcelinho Huertas (4) | Lenovo Tenerife             | Hunter Hale            | Promitheas                  | [ 8 ] |
| 2023–24   | Kendrick Perry (2)     | Unicaja                     | Levi Randolph (2)      | Hapoel Bank Yahav Jerusalem | [ 8 ] |
| 2023–24   | David Kravish          | Unicaja                     | Dylan Osetkowski       | Unicaja                     | [ 8 ] |
| 2023–24   | Austin Wiley           | Tofaş                       | Vernon Carey Jr.       | Pınar Karşıyaka             | [ 8 ] |
| 2024–25   | Marcelinho Huertas (5) | Lenovo Tenerife             | Kendrick Perry (3)     | Unicaja                     | [ 9 ] |
| 2024–25   | Hunter Hale (2)        | AEK Betsson                 | Will Cummings          | Galatasaray                 | [ 9 ] |
| 2024–25   | James Palmer           | Galatasaray                 | Desi Rodriguez         | Nanterre 92                 | [ 9 ] |
| 2024–25   | Dylan Osetkowski (2)   | Unicaja                     | Derrick Alston Jr.     | Baxi Manresa                | [ 9 ] |
| 2024–25   | Ismaël Kamagate        | Bertram Derthona Tortona    | Steven Enoch           | Rytas Vilnius               | [ 9 ] |